# Marpesia crethon
Marpesia crethon is een vlinder uit de familie van de Nymphalidae. De wetenschappelijke naam van de soort is voor het eerst geldig gepubliceerd in 1776 door Johann Christian Fabricius.